# بريت ماثيوز (كاتب)
بريت ماثيوز (بالإنجليزية: Brett Matthews)‏ هو كاتب سيناريو أمريكي، ولد في القرن العشرين.

## وصلات خارجية
- بريت ماثيوز على موقع IMDb (الإنجليزية)
- بريت ماثيوز على موقع قاعدة بيانات الفيلم (الإنجليزية)